# Aka finitima
Aka finitima – gatunek pluskwiaka z rodziny szrońcowatych i podrodziny Cixiinae.
Gatunek ten opisany został w 1858 roku przez Francisa Walkera jako Cixius finitimus. W 1879 Francis Buchanan White przeniósł go do nowego rodzaju Aka jako jego gatunek typowy.
Samce osiągają od 5,25 do 6,33 mm, a samice od 5,62 do 6,8 mm długości ciała. Podstawowe ubarwienie ciała jest brązowe, niekiedy ciemnobrązowo lub czarno nakrapiane. Głowę cechuje ciemnobrązowy zaustek, brązowe z żółtawym nakrapianiem czoło oraz brązowe z nieco zażółconym środkiem i płytkim wcięciem u nasady ciemię. Barwa przedplecza jest żółtawobrązowa lub brązowa, często ciemnobrązowo nakrapiana. Nasada przednich skrzydeł jest ciemno kropkowana lub przydymiona, a ich komórka apikalna przezroczysta. Odnóża są żółtawobrązowe. Pierwszy i drugi człon stóp tylnej pary mają po 6 lub 7 ząbków w rzędzie wierzchołkowym. U samca edeagus ma 3 wyrostki kolczaste osadzone u nasady flagellum. Prawy z nich jest półkoliście zakrzywiony na lewo i sięga za granicę periandrium. Lewe z nich są grube, wyraźnie różnej długości: krótsze jest falisty, a dłuższy prawie prosty. Lewy sztylet genitalny ma ostro zaokrąglony wierzchołek.
Gatunek endemiczny dla Nowej Zelandii. Zasiedla północną i środkową część Wyspę Północnej. Na południe sięga do Wanganui. Zamieszkuje lasy bukanowe i mieszane, zakrzewienia i zarośla, od wybrzeży morskich po wysokość około 900 m n.p.m. Owady dorosłe obserwuje się od grudnia do maja. Poławiane są na roślinach z rodzaju Coprosoma] i Xeronema.